# أندرات (شهدا بهشهر)
أندرات (بالفارسية: اندرات) هي قرية تقع في إيران في قسم شهدا الريفي. يقدر عدد سكانها بـ 355 نسمة بحسب إحصاء 2016.

## أعلام
- فروغي البسطامي